# Chevron (charpente)
Pour les articles homonymes, voir Chevron.

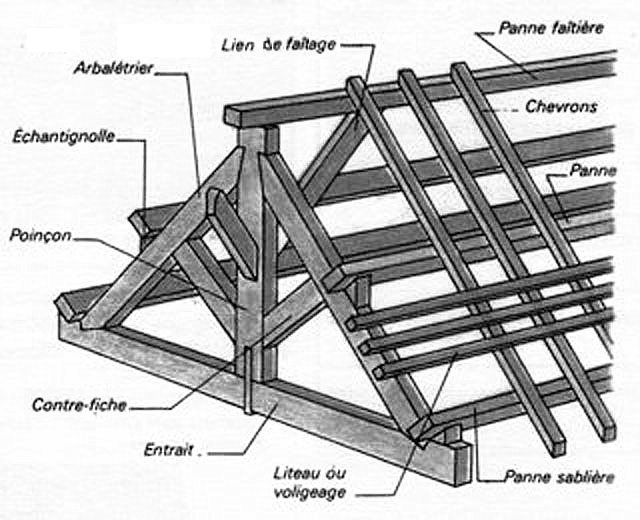
Vocabulaire de la charpente.

En charpente, un chevron est un produit du sciage du bois dont la section est carrée ou sensiblement carrée. Le côté d’un chevron est compris entre 40 et 120 millimètres.

## Historique
Au début du XIXe siècle, le chevron est une pièce de bois d'un comble, de deux ou quatre pouces de gros (soit 10,8 cm), posée sur les pannes, faîte et plate-forme, et sur laquelle on attache les lattes pour la couverture. Les chevrons sont soutenus par des pannes et supportent des liteaux, lambourdes ou voliges.
On appelle « ligne d'about », celle qui passe par toutes les arêtes extérieures des pieds de chevrons d'un comble ; « ligne de gorge », celle qui passe par toutes les arêtes intérieures des pieds de chevrons d'un comble.

## Différents chevrons
On distingue :
- chevron de croupe, de noue ou empanon, etc. : chevron qui porte d'un bout sur un arêtier ou une noue, et de l'autre sur la plate-forme. On nomme particulièrement chevron de croupe le morceau de bois qui prend du poinçon et pose sur la plate-forme ;
- chevron de jouée : chevron qui passe le long d'une lucarne ;
- chevron de ferme ou de long pan : chevron qui est posé sur arbalétrier ;
- chevron de fermette : chevron qui forme le comble d'une lucarne ;
- chevron couronné ou couronnement : chevron qui, à son extrémité du côté du faîtage, au lieu d'être simplement coupé obliquement, est assemblé à enfourchement.